# Zapasy na Letnich Igrzyskach Olimpijskich 1956 – kategoria do 67 kg w stylu klasycznym
Zmagania mężczyzn do 67 kg to jedna z ośmiu męskich konkurencji w zapasach w stylu klasycznym rozgrywanych podczas Letnich Igrzysk Olimpijskich 1956. Pojedynki w tej kategorii wagowej odbyły się w dniach 3 – 6 grudnia.
Punktacja opierała się na systemie "złych punktów karnych". Zwycięzca otrzymywał zero punktów za wygraną przez "tusz" (łopatki), jeden punkt za wygraną decyzją trzech sędziów. Za przegraną walkę w stosunku 1-2 zawodnik otrzymywał dwa punkty, a za porażkę 0-3 lub łopatki przyznawano 3 punkty karne. Uzyskanie pięciu lub więcej punktów eliminowało zapaśnika z turnieju. Najlepsza trójka walczyła w rundzie finałowej. 

## Klasyfikacja[1]
| Miejsce | Nazwisko         | Kraj              |
| ------- | ---------------- | ----------------- |
| 1       | Kyösti Lehtonen  | Finlandia         |
| 2       | Rıza Doğan       | Turcja            |
| 3       | Gyula Tóth       | Węgry             |
| 4       | Bartl Brötzner   | Austria           |
| 5       | Dimityr Stojanow | Bułgaria          |
| 6       | Dumitru Gheorghe | Rumunia           |
| 7       | Władimir Rosin   | ZSRR              |
| 8       | Juan Rolón       | Argentyna         |
| 8       | Tommy Evans      | Stany Zjednoczone |
| 10      | Olle Anderberg   | Szwecja           |

## Wyniki

### Pierwsza runda[2]
| Zwycięzca        | Punkty karne | Wynik        | Przegrany        | Punkty karne |
| ---------------- | ------------ | ------------ | ---------------- | ------------ |
| Dimityr Stojanow | 1            | Decyzja, 3:0 | Olle Anderberg   | 3            |
| Kyösti Lehtonen  | 0            | Łopatki      | Jay Thomas Evans | 3            |
| Bartl Brötzner   | 1            | Decyzja, 3:0 | Władimir Rosin   | 3            |
| Rıza Doğan       | 1            | Decyzja, 3:0 | Juan Rolón       | 3            |
| Gyula Tóth       | 0            | Łopatki      | Dumitru Gheorghe | 3            |

### Druga runda[3]
| Zwycięzca        | Punkty karne | Wynik                   | Przegrany        | Punkty karne |
| ---------------- | ------------ | ----------------------- | ---------------- | ------------ |
| Kyösti Lehtonen  | 0            | Wycofał się przed walką | Olle Anderberg   | 6            |
| Dimityr Stojanow | 2            | Decyzja, 3:0            | Jay Thomas Evans | 6            |
| Bartl Brötzner   | 2            | Decyzja, 2:1            | Rıza Doğan       | 3            |
| Gyula Tóth       | 1            | Decyzja, 2:1            | Władimir Rosin   | 5            |
| Dumitru Gheorghe | 4            | Decyzja, 3:0            | Juan Rolón       | 6            |

### Trzecia runda[4]
| Zwycięzca       | Punkty karne | Wynik        | Przegrany        | Punkty karne |
| --------------- | ------------ | ------------ | ---------------- | ------------ |
| Kyösti Lehtonen | 1            | Decyzja, 3:0 | Dimityr Stojanow | 5            |
| Gyula Tóth      | 2            | Decyzja, 3:0 | Bartl Brötzner   | 5            |
| Rıza Doğan      | 4            | Decyzja, 3:0 | Dumitru Gheorghe | 7            |

### Czwarta runda[5]
| Zwycięzca        | Punkty karne | Wynik        | Przegrany      | Punkty karne |
| ---------------- | ------------ | ------------ | -------------- | ------------ |
| Dimityr Stojanow | 6            | Decyzja, 3:0 | Bartl Brötzner | 8            |

### Piąta runda[6]
| Zwycięzca  | Punkty karne | Wynik        | Przegrany        | Punkty karne |
| ---------- | ------------ | ------------ | ---------------- | ------------ |
| Rıza Doğan | 5            | Decyzja, 2:1 | Dimityr Stojanow | 8            |

### Runda finałowa
| Zwycięzca       | Wynik        | Przegrany  |
| --------------- | ------------ | ---------- |
| Kyösti Lehtonen | Decyzja, 2:1 | Rıza Doğan |
| Rıza Doğan      | Łopatki      | Gyula Tóth |
| Kyösti Lehtonen | Łopatki      | Gyula Tóth |